# Та-Бічет
Та-Бічет — богиня скорпіонів і крові в давньоєгипетській міфології. Богиня вважалася покровителькою крові, що витікає після дефлорації. Стародавні єгиптяни вважали її панацеєю від усіх видів отрут. Богиню зображували у вигляді скорпіона або жінки з головою скорпіона. Про цю богиню згадується в Одкровенні Іллі, написаному в епоху коптів. Та-Бічет була одружена з богом Гора.